# Metaphaenodiscus bactrianus
Metaphaenodiscus bactrianus är en stekelart som beskrevs av Trjapitzin 1972. Metaphaenodiscus bactrianus ingår i släktet Metaphaenodiscus och familjen sköldlussteklar.
Artens utbredningsområde är:
- Afghanistan.
- Turkmenistan.

Inga underarter finns listade i Catalogue of Life.